# خوذة مدرعة

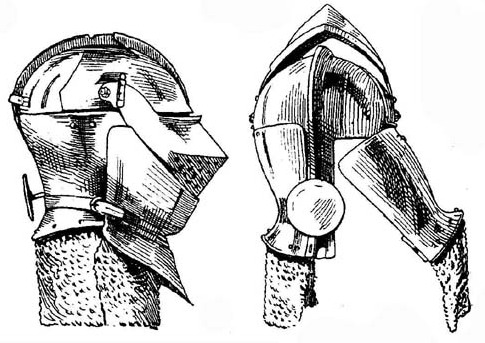
رسمة لخوذة مدرعة إيطالية(عام 1490).

الخوذة المُدَرَّعة هي نوع من خوذة المعركة طُوِّرَت في القرن الخامس عشر. استخدمت على نطاق واسع في إيطاليا وفرنسا وإنجلترا والبلدان المنخفضة وإسبانيا.